# کدیسویل (مریلند)
کدیسویل (به انگلیسی: Keedysville) شهری در ایالت مریلند کشور ایالات متحده آمریکا است که جمعیت آن در سرشماری سال ۲۰۱۰ میلادی، ۱٬۱۵۲ نفر بوده‌است.